# Cyclone (Coney Island)
Pour les articles homonymes, voir Cyclone (homonymie).
Cyclone est un parcours de montagnes russes en bois qui se situe sur Coney Island à New York. Construites en 1927, ces montagnes russes sont aujourd'hui classées au Registre national des lieux historiques en tant que National Historic Landmark. Elles sont gérées par le parc d'attractions Luna Park qui se trouve de l'autre côté de la rue.

## Historique
Ouvert le 26 juin 1927, Cyclone a été conçu par Vernan Keenan et construit sous la direction de Harry C. Baker sur un terrain acheté pour l'occasion par Jack et Irving Rosenthal. En 1935, les frères Rosenthal reprennent la direction de Palisades Amusement Park dans le New Jersey. Le Cyclone est alors confié à Christopher Feucht, un ancien de Coney Island qui avait déjà construit Drop the Dips en 1907.
Les années 1960 furent marquées par la fermeture de Steeplechase Park et une baisse de fréquentation sur Coney Island. Cyclone fut endommagé et finalement fermé en 1969. Il fut racheté en 1971 par la ville de New York qui voulait alors le supprimer pour permettre l'agrandissement de l'aquarium public. Une campagne fut lancée en 1972 afin de sauver Cyclone de la destruction. C'est finalement Astroland qui en reprit la gestion sous franchise accordée par la ville de New York et le rouvrit au public le 3 juillet 1975.

## Record et classements
En 1977, Richard Rodriguez, alors âgé de 19 ans, établit un record en restant 104 heures à bord.
L'attraction est enregistrée comme Coaster Classic et Coaster Landmark par l'American Coaster Enthusiasts,.
Cyclone a été classé au Registre national des lieux historiques le 25 juin 1991. Depuis, il est reconnu comme National Historic Landmark (« lieu Historique d'intérêt national »).